# Jana Kupčáková
Jana Kupčáková (* 28. července 1982) je česká cestovatelka a fotografka, která se zaměřuje především na street foto. Je absolventka a lektorka Školy kreativní fotografie v Praze. V roce 2012 získala ocenění Fotografka roku časopisu FotoVideo, její fotografie se objevily na stránkách Nikon kalendáře a roku 2021 získala ocenění v jedné z kategorií na Paris Street Photo Awards. Její fotografie se pravidelně objevují na výstavách a fotografických festivalech napříč celým světem a byly publikovány v několika fotografických publikacích.

## Životopis
Jana Kupčáková pochází z Kladna, ale v současné době žije v Praze. Vystudovala ekonomiku na ČZU v Praze. Fotografii se začala věnovat na vysoké škole, kdy začala cestovat a chtěla okamžiky z cest uchovat. Po studiu absolvovala Školu kreativní fotografie v Praze, kde později působila i jako lektorka. V současné době fotografii vyučuje, přispívá na weby o fotografii, pořádá cestovatelské přednášky a je součástí porot fotografických soutěží.
Jejím hlavním zaměřením je street fotografie, zachycuje momenty všedního života, má ráda fotografie, které vypráví příběh a jsou autentické.

## Výstavy a ocenění
Jana Kupčáková uspořádala více než desítku individuálních výstav a její fotografie byly součástí mnoha světových výstav, mimo jiné v New Yorku, Paříži a Benátkách. Její práce byla otištěna v několika fotografických publikacích Women Street Photographers, Photographize annual book, 100 Best selected 2021, Výroční kniha  Dpsp Street, STREET PHOTO AWARDS 2021, Výroční kniha Minimalist Photography Awards 2020, Výroční kniha CEWE Photo Awards 2019.

### Individuální výstavy
- 2019 "U moře", Galerie Pod kamennou žábou, Č. Budějovice
- 2019 "Via Italia" Palác Akropolis, Praha
- 2018 "New York" Kino Kotva, Č. Budějovice
- 2017 "V rytmu velkoměsta" Klub Újezd, Praha
- 2016 "Itálie ve fotografiích" Lingua nostra, Praha
- 2016 "Srí Lanka" Magistrát hl. města Prahy
- 2015 "Tváře ostrova svobody" Kino Kotva, Č. Budějovice
- 2015 "Tváře tří kontinentů", Fotofestival Blatná, Blatná
- 2015 "Kuba ve fotografiích", Cafe v Podpalubí, Praha
- 2014 "Jana Kupčáková - fotografie", Galerie Juliska, Praha
- 2014 "Cizincem ve svém městě", Fotofestival Blatná, Blatná
- 2012 "Bosňané a Hercegovci", České centrum, Praha
- 2012 "Evropská Mozaika", Městské muzeum, Netolice

### Skupinové výstavy
- 2022 "20 let Školy kreativní fotografie", Galerie Ambit, Praha
- 2022 "CANVAS INTERNATIONAL ART FAIR", Benátky, Itálie
- 2021 "WSP", 59 Rivoli Gallery, Paříž, Francie
- 2021 "Praha Fotografická", Galerie Ambit, Praha
- 2020 "WSP", Trieste Photo Days, Itálie
- 2020 "Praha Fotografická", Staroměstská radnice, Praha
- 2020 "WSP", Historical museum, Chelyabinsk
- 2019 "Nikon kalendář 2020", Místodržitelský palác, Brno
- 2019 "WSP", Artspace PS109,New York
- 2019 "Léto", Gram Kafé, Třešť
- 2017 "Nikon kalendář 2017", Nikon photo Gallery, Praha
- 2016 "15 let ŠKF", výroční výstava ŠKF, Fotofestival Blatná
- 2016 "Webu cestovatelů", Holiday World, Praha
- 2015 "Ozvěny Blatenského fotofestivalu", Juliska, Praha
- 2015 "Praha fotografická", Staroměstská radnice, Praha
- 2015 "Bezdrátově", Vídeň, Gmünd
- 2014 "Bezdrátově", Galerie Konvent, Zámek Miklov, Mikulov
- 2014 "Výstava absolventů ŠKF", Galerie Juliska, Praha
- 2014 "Nikon kalendář 2014", Nikon Photo Gallery, Praha

### Ocenění
- 2021 1. místo RAIN & SNOW, Paris Street Photo Awards
- 2021 TOP 10 Dpsp Street, Street Photo Awards 2021
- 2021 2 čestná uznání, Minimalist Photography Awards
- 2021 Nominace, cena Hanzelky a Zikmunda
- 2020 2. místo, Dvě tváře Prahy
- 2020 Čestné uznání, Minimalist Photography Awards
- 2019 Top 12, Nikon kalendář 2020
- 2019 1. místo Street fashion, Paris Street Photo Awards,
- 2019 2. místo Street art, Paris Street Photo Awards
- 2019 Fotografie měsíce, CEWE Photo Awards
- 2019 1. místo + hl. cena soutěže, Dvě tváře Prahy
- 2019 3. místo TRAVEL, Prague Photo Salon
- 2019 2. místo Cena Hanzelky a Zikmunda
- 2018 3. místo v kategorii TRAVEL, Around the world
- 2016 Top 12, Nikon Kalendář 2017
- 2016 3. místo TRAVEL, PhotoJourney 2016
- 2016 2. místo fotografická soutěž WEBU CESTOVATELŮ
- 2012 1. místo "TOP Fotografka roku" časopisu FotoVideo
- 2012 2. místo "Fotograf roku" časopisu FotoVideo

## Galerie

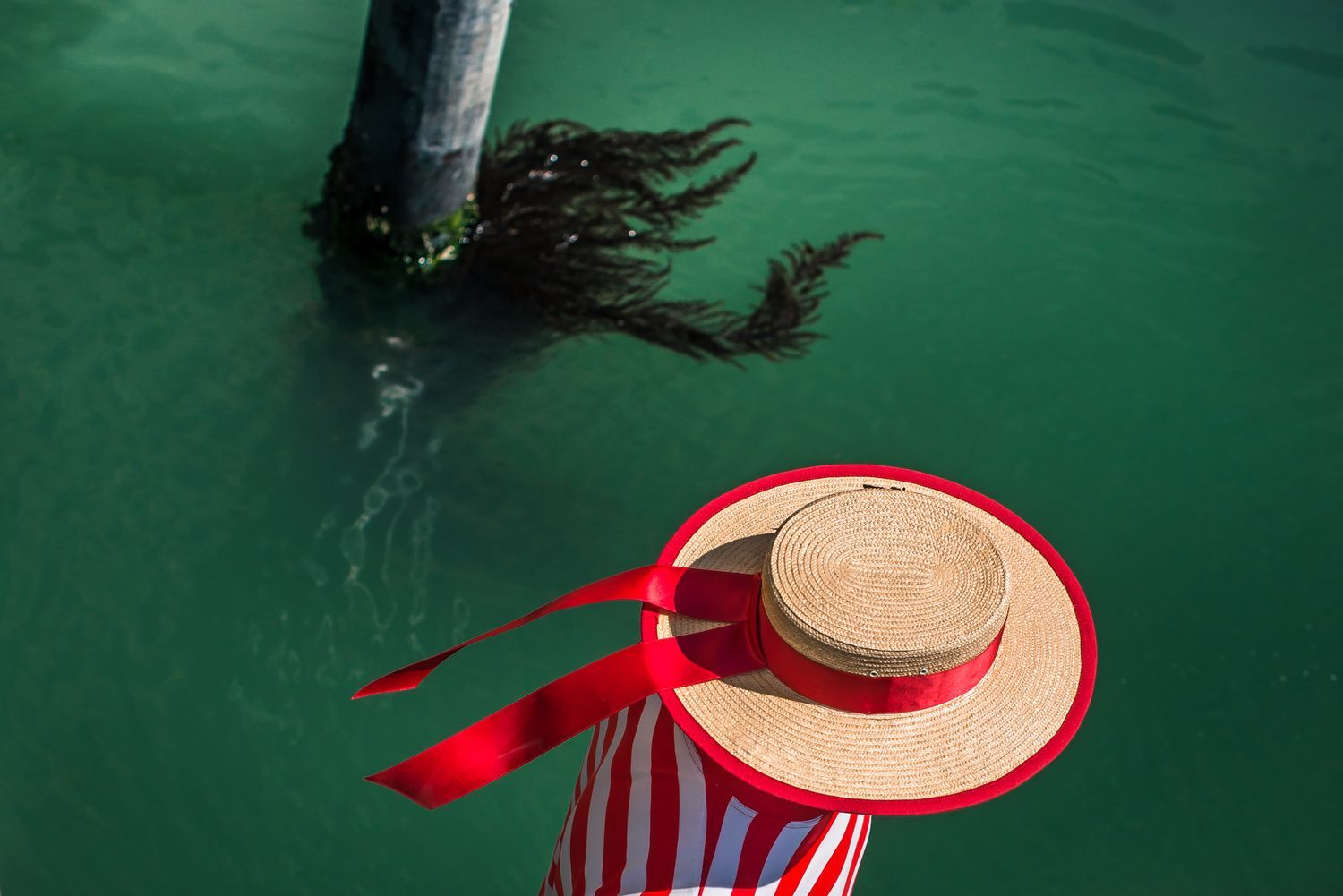
Z tvorby Jany Kupčákové 1
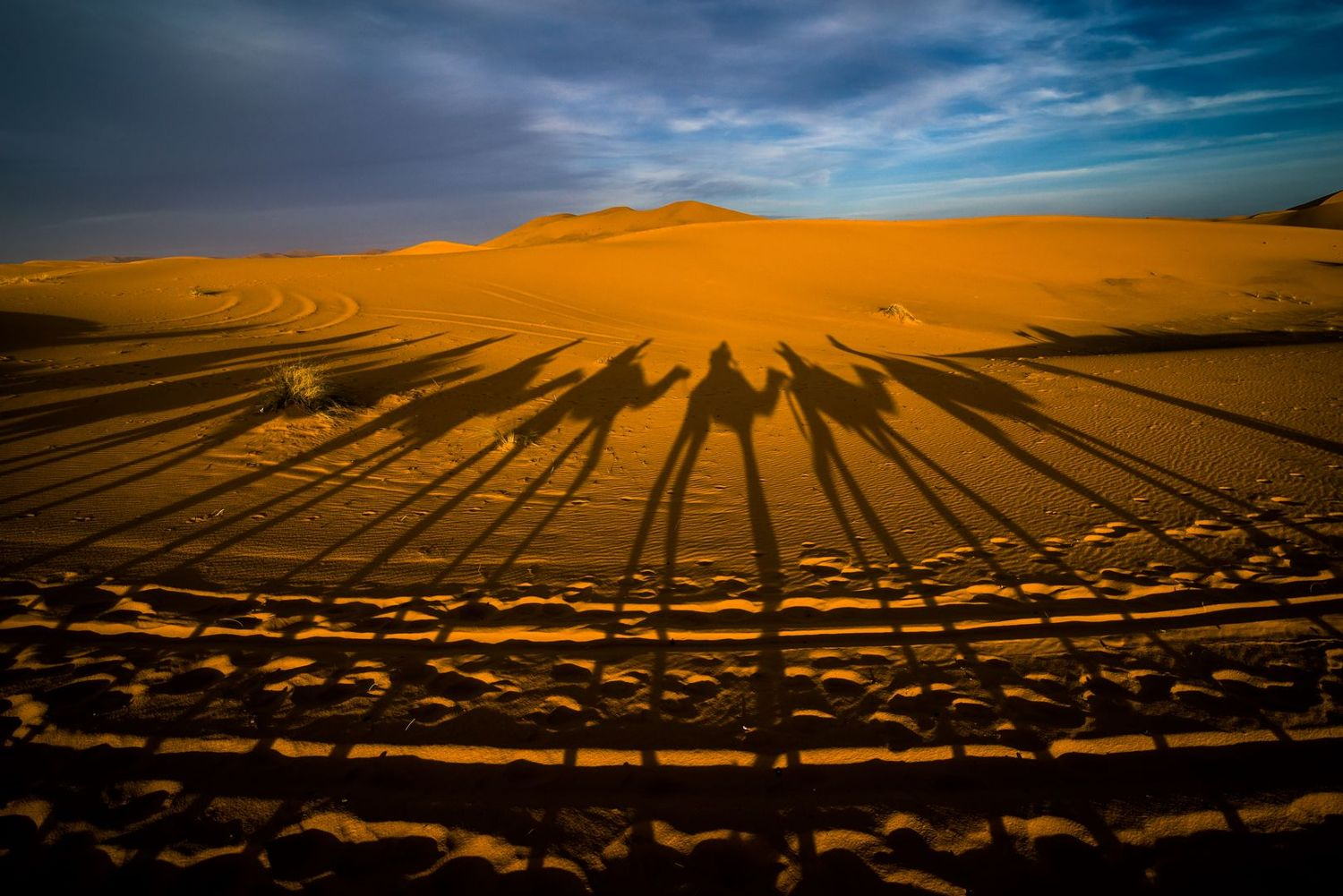
Z tvorby Jany Kupčákové 2
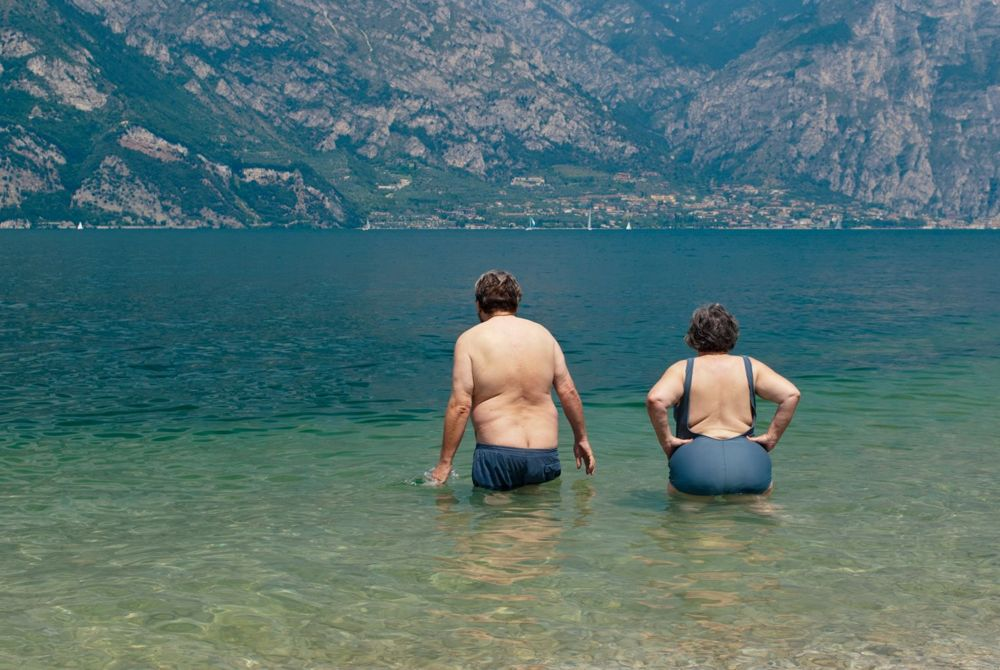
Z tvorby Jany Kupčákové 3
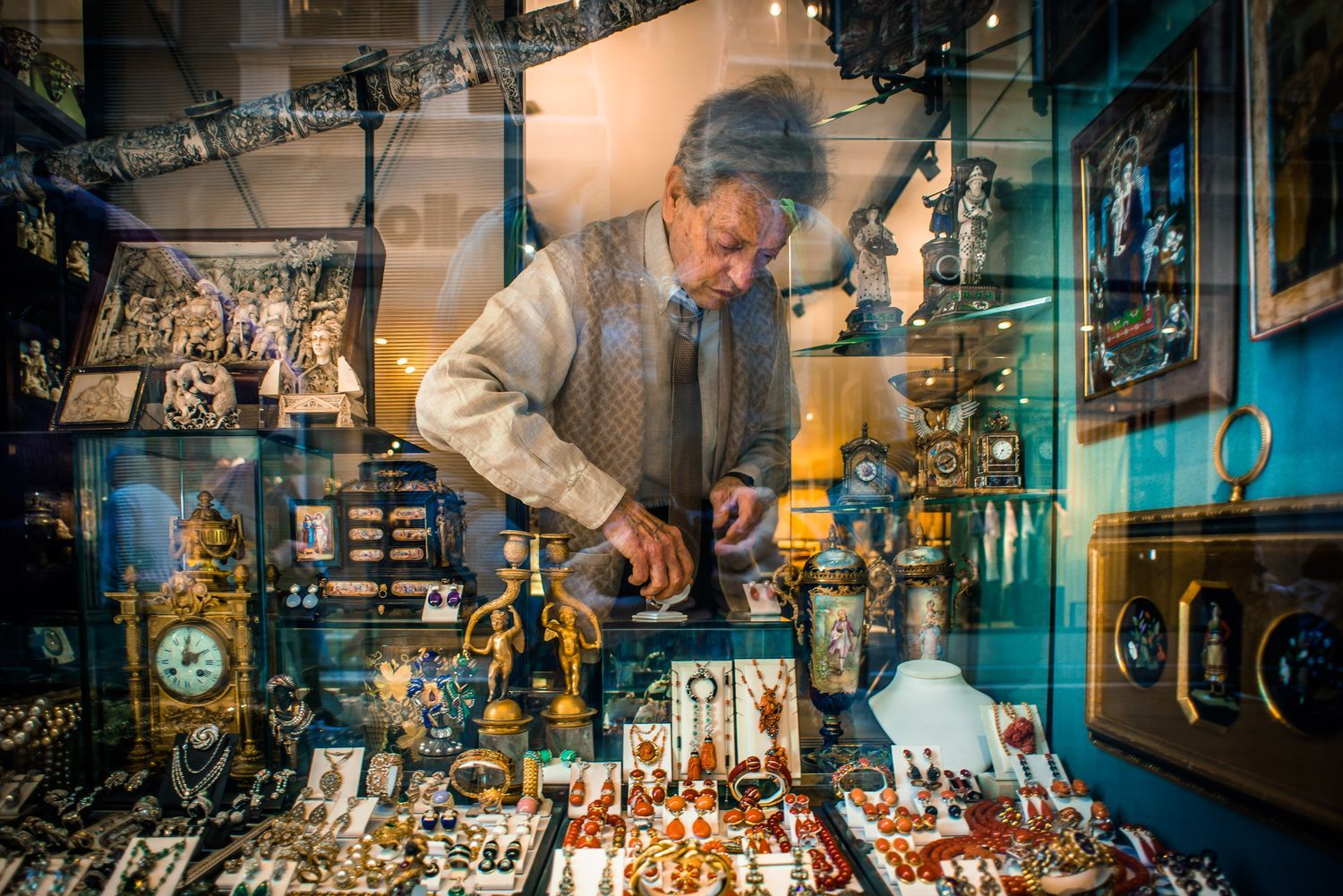
Z tvorby Jany Kupčákové 4